# Hermann Böttcher (Philologe)
Hermann Constantin Böttcher (* 28. Juli 1846 in Langeln am Harz; † 21. Oktober 1925 in Clausthal-Zellerfeld) war ein deutscher Gymnasiallehrer und Heimatforscher.

## Leben
Böttcher war Sohn des Langelner Wundarztes Friedrich Böttcher und dessen Frau Louise. Die Reifeprüfung legte er 1867 am Königlichen Domgymnasium Halberstadt ab. 1867–1870 studierte er  an der Georg-August-Universität Göttingen und der Friedrich-Wilhelms-Universität zu Berlin Philologie. Nach dem Probejahr als Lehrer am Archigymnasium Soest trat er am 1. Oktober 1871 eine Stelle als wissenschaftlicher Hilfslehrer am Halberstädter Domgymnasium an. An der Universität Rostock wurde er 1872 zum Dr. phil. promoviert. Im August 1873 legte Böttcher die Erweiterungsprüfung in Göttingen ab und erhielt im Oktober eine Festanstellung am Domgymnasium. Ab November 1887 war seine amtliche Stellung die des Oberlehrers und am 16. März 1893 wurde er zum Gymnasialprofessor ernannt. Zum 1. April 1909 ging er in den Ruhestand.
Hermann Böttcher war ab Juli 1873 mit Agnes Amalie Marie geb. Struve verheiratet. Das Paar hatte eine Tochter. Nach dem Tod seiner Frau verließ Böttcher Halberstadt. Er verbrachte die letzten Monate seines Lebens in Clausthal bei seiner Tochter, wo er mit 79 Jahren starb.

## Schriften
- Über die Quellen das Cassius Dio in seiner Darstellung des Bürgerkriegs zwischen Caesar und Pompejus. In: Jahresbericht des Königlichen Domgymnasiums Halberstadt für 1871/1872
- Der Gebrauch der Casus bei Herodot. In: Programm des Königlichen Dom-Gymnasiums zu Halberstadt: Ostern 1884/1885. Doelle, Halberstadt, 1885, S. 1–24
- Quedlinburgs Beziehungen zu Halberstadt im Mittelalter. In: Jahresbericht des Königlichen Domgymnasiums Halberstadt für 1907/1908
- Neue Halberstädter Chronik.  Halberstadt 1913.
- Halberstadt im 30jährigen Kriege. In: Zeitschrift des Harz-Vereins für Geschichte und Altertumskunde 47 (1914) 81–103, 161–196 (mit Weiterführung bis 1648 separat erschienen, Halberstadt 1914). Auch erweiterter Nachdruck herausgegeben von Dieter Leusche und Martin Hentrich in der Edition Huy Nr. 26, Ostfalia-Verlag, Osterwieck, 2018, ISBN 978-3-926560-96-4
- Die erste Domdechantenwahl in Halberstadt unter brandenburgischer Herrschaft. In: Zeitschrift des Harz-Vereins für Geschichte und Altertumskunde 49 (1916) S. 33–41
- Der erste französische Besuch in Aschersleben während des 7jährigen Krieges. In: Zeitschrift des Harz-Vereins für Geschichte und Altertumskunde 49 (1916) S. 154–158
- Die Verschenkung von Zilly an Oberst Ruth. In: Zeitschrift des Harz-Vereins für Geschichte und Altertumskunde 50 (1917) S. 82–88
- Kulturzustände in Halberstadt um 1600. In: Zeitschrift des Harz-Vereins für Geschichte und Altertumskunde 50 (1917) S. 136–159
- Halberstadt im 7jährigen Kriege. Halberstadt 1921. Auch erweiterter Nachdruck herausgegeben von Martin Hentrich in der Edition Huy Nr. 45, Ostfalia-Verlag, Osterwieck, 2021, ISBN 978-3-96226-033-0
- Der Einsiedler in der Klus bei Halberstadt, in: Heimat-Kalender für den Harzgau 1925, S. 61ff.